# Neugartheim-Ittlenheim
Neugartheim-Ittlenheim ist eine französische Gemeinde im Département Bas-Rhin in der Europäischen Gebietskörperschaft Elsass und in der Region Grand Est. Am 1. Januar 2015 wechselte die Gemeinde vom Arrondissement Strasbourg-Campagne zum Arrondissement Saverne. Sie ist Mitglied der Communauté de communes du Kochersberg. Die Fusion zwischen Neugartheim und Ittlenheim (dt. Ittelnheim) trat am 1. Januar 1973 in Kraft.

## Geografie
Die Gemeinde  mit 786 Einwohnern (Stand 1. Januar 2021) liegt in der Oberrheinischen Tiefebene, etwa 20 km nordwestlich von Straßburg.
Die südwestliche Nachbargemeinde ist Wintzenheim-Kochersberg. Zwischen den beiden Orten befindet sich der Kochersberg, eine 301 Meter hohe Erhebung, auf der zwischen dem 12. und 16. Jahrhundert eine Burg stand.

## Bevölkerungsentwicklung
| 1962 | 1968 | 1975 | 1982 | 1990 | 1999 | 2006 | 2017 |
| ---- | ---- | ---- | ---- | ---- | ---- | ---- | ---- |
| 307  | 315  | 371  | 523  | 522  | 606  | 687  | 799  |

## Sehenswürdigkeiten
Der Bau der Kirche Saint-Rémi wurde in der heutigen Form nach einer Inschrift auf dem Südportal im Jahre 1748 vollendet. Der betont schlichte Bau wurde 1994 vollständig renoviert und steht unter Denkmalschutz.